# 澄川久
澄川 久（すみかわ ひさし、1898年〈明治31年〉12月15日 - 2000年〈平成12年〉4月3日）は、日本の腹話術師、声楽家。本名は村井武雄。妻はアルト歌手の村井満寿（満寿の2人目の夫）、三男はクラリネット奏者の村井祐児。

## 経歴
東京府で誕生した。慶應義塾大学を卒業後、劇作家の小山内薫の招きで、築地小劇場に参加した。声楽を学んだ後、田谷力三らと共に、日本劇場の専属歌手として、終戦近くまで活動した。1932年（昭和7年）に日本音楽コンクールで、バリトン歌手として最優秀賞を受けた。
村井満寿の前夫である高階哲夫と友人だったこと、高階と離婚後の満寿に澄川が歌を習ったことが縁で、1933年（昭和8年）に満寿と結婚。1937年（昭和12年）頃、帝国劇場社長であった秦豊吉からアメリカの腹話術師、エドガー・バーゲンの教則本を渡されたことがきっかけで、日本最初の腹話術師となった。腹話術では、バリトン歌手としての発声を流用した人形操作を得意とした。第二次世界大戦中には慰問団長を務め、日劇ダンシングチームと中国の戦地を訪れ、多くのファンを得た。他にも劇場でギター、ヴァイオリン、タップダンス、手品など、持ち芸は多彩であった。
1960年（昭和35年）にはパリのムーラン・ルージュにも出演し、日本の名コメディアンとして評価された。1年間のパリに滞在中に、パリの路傍で画家の作品を参考にして独学で絵を学び、帰国後は二紀展に入選するなど、多才ぶりは健在であった。
晩年の1992年（平成4年）には千葉の文化グループに招かれ、パリ公演から32年ぶりに腹話術の復活公演を行った。相棒である腹話術人形「チャッカリ坊や」を相手に腹話術を披露し、約150人の観客からの笑い声に包まれて、話題を呼んだ。グループ代表者は「足元がふらふらしていたが、ステージに上がると背筋が伸び、あっという間に客を引き込んだ」と、その芸人魂に感心していた。
この千葉の公演が最後の舞台となり、2000年（平成12年）4月3日、東京都国分寺市の病院で、肺炎のため101歳で死去した。没後、千葉公演の1992年にいっこく堂が腹話術を始めた縁もあり、いっこく堂に澄川の相棒の人形「チャッカリ坊や」が寄贈された。

## 人物
当時としては170cmの長身、日本人離れした高い鼻が容姿の特徴であった。チャップリンを意識していたようで、シルクハットに蝶ネクタイ、ステッキを手に、胸にハンカチを飾った。東京の下町生まれにもかかわらず、「アメリカ生まれで、6歳までカリフォルニアに住んでいた」「同盟国ドイツ人とのハーフ」などと嘯いていた。晩年にも朝、鏡の前で髪をなでつけ、「うん、いい男だな」と、1人で満足感に浸っていた。
遠縁の人物の談によれば、「本当はヴァイオリンがとてもうまいのに、お客さんを笑わせるために、わざと下手に弾かなければならないなんて、家で苦労していた」という。声楽で名を売ったにもかかわらず芸人へ転身したことについては、三男の村井祐児も「そのまま声楽家になっていれば、もっと世の中に名前を残せたかもしれない」と疑問に感じており、「器用貧乏が災いしたんでしょうか」とも語っていた。